# Marginanteris quadridentata
Marginanteris quadridentata är en stekelart som beskrevs av Jean Risbec 1957. Marginanteris quadridentata ingår i släktet Marginanteris och familjen Scelionidae. Inga underarter finns listade i Catalogue of Life.